# Simmental
Simmental er en alpedal i Berner Oberland i det vestlige Schweiz. Den breder sig stort set fra Lenk til Boltigen i retningen syd-nord fra Obersimmental til Wimmis nær Spiez. Dalen består af kommunerne Lenk, St. Stephan, Zweisimmen, Boltigen, Oberwil, Därstetten, Erlenbach, Diemtigen og Wimmis. Floden Simme, som dalen er opkaldt efter, går gennem dalen.
Nogle landsbyer har betydning for vinterturisme i Bern-regionen, såsom Lenk og Zweisimmen. Fra Zweisimmen kan skisportsstederne Gstaad og Château-d'Œx nås.
Længere oppe findes Jaunpasset, som går fra Bulle til Fribourg og Hahnenmoos, som forbinder Lenk med Adelboden.
Kvægracen Simmental stammer fra Simmental.
46°33′N 7°22′Ø / 46.55°N 7.36°Ø